# Thomas Taylour
Thomas Taylour (1er novembre 1822 - 22 juillet 1894) est un pair irlandais. Il est appelé Lord Kenlis jusqu'en 1829 et comte de Bective de 1829 à 1870, avant d'être titré marquis de Headfort. 

## Biographie
Il est haut shérif de Meath en 1844, de Cavan en 1846 et de Westmorland en 1853. De 1852 à 1853, il est délégué d'État auprès du Lord lieutenant d'Irlande. En 1854, il succède à son beau-père comme député de Westmorland, siégeant comme conservateur. 
Il succède à son père comme marquis de Headfort en 1870. Il hérite également du titre de son père de baron Kenlis, dans la pairie du Royaume-Uni, et prend un siège à la Chambre des lords ; son fils Thomas le remplace à la Chambre des communes pour Westmorland. 
Il est un franc - maçon irlandais, ayant été initié dans la loge n ° 244 (Kells, Irlande), et sert comme grand maître provincial de Meath de 1888 jusqu'à sa mort et son inhumation à Virginia, dans le comté de Cavan en 1894 . Il est également franc-maçon anglais et appartenait à un certain nombre d'Ordres maçonniques. Il a notamment été Grand Souverain (Chef de l'Ordre) de l'Ordre maçonnique et militaire de la Croix-Rouge de Constantin de 1866 à 1874 . 

## Famille
Le 20 juillet 1842, il épouse Amelia Thompson, fille de William Thompson (1792-1854). Ils ont sept enfants: 
- Thomas Taylour (comte de Bective) (1844–1893)
- William Arthur Taylour (5 mars 1845 - 1er décembre 1845)
- Evelyn Amelia Taylour (8 août 1846 - 10 juillet 1866)
- Madeline Olivia Susan Taylour (30 janvier 1848-27 janvier 1876), mariée à Charles Frederick Crichton, fils de John Crichton (3e comte Erne)
- Adelaide Louisa Jane Taylour (24 juin 1849 - 7 novembre 1935)
- Isabel Frances Taylour (10 mai 1853 - 17 novembre 1909), épouse FitzRoy Clayton; mère de Sir Harold Clayton, 10e baronnet
- Florence Jane Taylour (21 juin 1855-16 août 1907), mariée à Somerset Maxwell (10e baron Farnham)

Son épouse Amelia est décédée le 4 décembre 1864. Le 29 novembre 1875, il se remarie avec Emily Constantia Thynne, fille du révérend Lord John Thynne et petite-fille de Thomas Thynne (2e marquis de Bath). Ils ont eu deux enfants: 
- Beatrix Taylour (en) (6 janvier 1877 - 3 mai 1944), mariée à George Stanley (homme politique)
- Geoffrey Taylour (4e marquis de Headfort) (12 juin 1878-29 janvier 1943)

Son fils aîné Thomas est décédé en 1893, quelques mois avant son père, et le titre de marquis est donc passé à Geoffrey, le seul fils de Headfort de son deuxième mariage.